# Xingeina
Xingeina là một chi bọ cánh cứng trong họ Chrysomelidae.
Chi này được miêu tả khoa học năm 1987 bởi Chen & Wang.

## Các loài
Các loài trong chi này gồm:
- Xingeina femoralis Chen, 1987
- Xingeina nigra Chen, 1987
- Xingeina nigrolucens Lopatin, 2006
- Xingeina vittata Chen, 1987